# 김윤식 (1947년)
김윤식(金允式, 1947년 8월 10일 ~ )은 대한민국의 기업인 출신 정치인이다.

## 생애
대한민국의 기업인, 정치인이다. 용인시 지역에서 민주당 소속으로 제5대 국회의원을 역임한 1914년생 김윤식과는 동명이인으로 한자 식자가 다르다.
1947년 서울특별시에서 태어났다. 서울 혜화초등학교, 휘문중학교, 경복고등학교, 성균관대학교 경영학과, 동 대학교 무역대학원 경제학 석사, 경원대학교 대학원 경영학 박사 과정을 졸업하였다. 학생군사교육단 장교로 병역의무를 이수하였다.
1970년대 삼성그룹 공채 제6기로 입사하여 근무하였다가 퇴사하였다. 이후 신동무역상사, 신동에너콤을 경영하였다.
2000년 제16대 국회의원 선거에서 김학민과의 공천 경합에서 승리하여 새천년민주당 후보로 경기도 용인시 을 선거구에 출마하여 당선되었다. 그러나 2002년 제16대 대통령 선거를 앞두고 새천년민주당을 탈당하여 한나라당에 입당하였다. 기부행위로 공직선거법을 위반하여 기소되었고, 대법원에 의해 2003년 12월 당선 무효형을 선고받아 국회의원직을 상실하였다. 국회의원직 상실 시기 때문에 제16대 국회 임기 만료시까지 재보궐선거는 치러지지 않았다.
이후 중소기업중앙회 정책자문위원, 가천대학교 경영학부 겸임교수, 중소기업중앙회 우즈베키스탄지역 해외민간대사를 역임하였다.
2016년 제20대 국회의원 선거를 앞두고 새누리당에서 경기도 용인시 병 선거구의 예비후보로 나섰으나 현역 국회의원인 한선교에 밀려 공천에서 탈락하였다.

## 학력
- 서울혜화국민학교 졸업
- 휘문중학교 졸업
- 경복고등학교 졸업
- 성균관대학교 경영학 학사 졸업

### 비학위 수료
- 성균관대학교 무역대학원 경제학 석사 졸업
- 가천대학교 경영학 박사 수료
- 타슈켄트 국립 사범대학교 철학 명예 박사 수료

## 경력
- 1978 신동무역상사 대표이사
- 1983 신동에너콤 대표이사 회장
- 1993 한·우즈베키스탄 친선협회 회장
- 1998 ~ 2000 전국 ROTC 중앙회 부회장
- 1998 주한 아프리카 마다가스카르 공화국 주경기도 명예영사
- 2000 ~ 2000 중소기업 신지식인협의회 초대회장
- 2000 한국무역협회 이사
- 2000 ~ 2003 제16대 국회의원 (경기 용인시 을)
- 2000 ~ 2002 제16대 국회 건설교통위원회 위원
- 2002 ~ 2003 제16대 국회 정무위원회 위원
- 2003 제16대 국회 윤리특별위원회 간사
- 2004 ~ 2005 중소기업중앙회 정책자문위원
- 2004 ~ 2006 경원대학교 경영학부 겸임교수
- 2015 중소기업중앙회 우즈베키스탄 지역 해외민간대사

## 수상
- 1979 효행상
- 1994 무역의 날 대통령 표창
- 2005 우즈베키스탄 대통령 우호 친선훈장 DOSTLIK

## 역대 선거 결과
| 실시년도 | 선거   | 대수 | 직책     | 선거구         | 정당         | 득표수    | 득표율          | 순위 | 당락 | 비고 |
| -------- | ------ | ---- | -------- | -------------- | ------------ | --------- | --------------- | ---- | ---- | ---- |
| 2000년   | 총선   | 16대 | 국회의원 | 경기 용인시 을 | 새천년민주당 | 25,070 표 | \| \| 37.91% \| | 1위  |      | 초선 |
|          | 37.91% |      |          |                |              |           |                 |      |      |      |